# Neoplocaederus kolbei
Neoplocaederus kolbei är en skalbaggsart som först beskrevs av Hintz 1910.  Neoplocaederus kolbei ingår i släktet Neoplocaederus och familjen långhorningar.
Artens utbredningsområde är Kenya. Inga underarter finns listade i Catalogue of Life.